# Segona divisió espanyola de futbol 2004-2005
La temporada de futbol 2004-05 correspon a la 74a edició de la Segona divisió espanyola de futbol que es va disputar entre el 29 d'agost de 2004 i el 19 de juny de 2005.
El campió de Segona Divisió fou el Cadis CF.

## Sistema de competició
La Segona Divisió d'Espanya 2004-05 va ser organitzada per la Lliga de Futbol Professional (LFP).
El campionat va comptar amb la participació de 22 clubs i es va disputar seguint un sistema de lliga, de manera que tots els equips es van enfrontar entre si, tots contra tots en dues ocasions -una en camp propi i una altra en camp contrari- sumant un total de 42 jornades. L'ordre de les trobades es va decidir per sorteig abans d'començar la competició.
Els tres primers classificats van ascendir directament a Primera Divisió, i els quatre últims classificats van descendir directament a Segona Divisió B.
| Dades d'ascensos i descensos respecte la temporada anterior |
| --- |
| Reial Valladolid, Celta de Vigo i Real Murcia descendeixen de primera divisió. Llevant UE, Getafe CF i Numancia ascendeixen a primera divisió. Leganés, UD Las Palmas, Rayo Vallecano i Algeciras descendeixen a Segona Divisió B. Gimnàstic de Tarragona, Lleida, Pontevedra i Racing de Ferrol ascendeixen a Segona Divisió. |

## Clubs participants
| Equip                           | Ciutat                 | Estadi                    |
| ------------------------------- | ---------------------- | ------------------------- |
| Unión Deportiva Almería         | Almeria                | Jocs Mediterranis         |
| Cadis CF                        | Cadis                  | Ramón de Carranza         |
| Real Club Celta de Vigo         | Vigo                   | Balaídos                  |
| Club de Fútbol Ciudad de Murcia | Múrcia                 | La Condomina              |
| Córdoba Club de Fútbol          | Còrdova                | Nuevo Arcángel            |
| Deportivo Alavés                | Vitòria                | Mendizorroza              |
| Sociedad Deportiva Eibar        | Eibar                  | Ipurua                    |
| Elche Club de Fútbol            | Elx                    | Manuel Martínez Valero    |
| Club Gimnàstic de Tarragona     | Tarragona              | Nou Estadi                |
| Unió Esportiva Lleida           | Lleida                 | Camp d'Esports            |
| Málaga Club de Fútbol "B"       | Màlaga                 | La Rosaleda               |
| Real Murcia Club de Fútbol      | Múrcia                 | La Condomina              |
| Club Polideportivo Ejido        | El Ejido               | Santo Domingo             |
| Pontevedra Club de Fútbol       | Pontevedra             | Pasarón                   |
| Racing Club de Ferrol           | Ferrol                 | A Malata                  |
| Real Club Recreativo de Huelva  | Huelva                 | Nuevo Colombino           |
| Unión Deportiva Salamanca       | Salamanca              | Helmántico                |
| Real Sporting de Gijón          | Gijón                  | El Molinón                |
| Club Deportivo Tenerife         | Santa Cruz de Tenerife | Heliodoro Rodríguez López |
| Terrassa Futbol Club            | Terrassa               | Olímpic de Terrassa       |
| Real Valladolid Club de Fútbol  | Valladolid             | José Zorrilla             |
| Xerez Club Deportivo            | Jerez de la Frontera   | Chapín                    |

## Classificació
|  |     | Equips                 | PJ | G  | E  | P  | GF | GC | Dif. | Pts. |
|  | --- | ---------------------- | -- | -- | -- | -- | -- | -- | ---- | ---- |
|  | 1.  | Cadis CF (C) (A)       | 42 | 21 | 13 | 8  | 68 | 30 | +38  | 76   |
|  | 2.  | Celta de Vigo (A)      | 42 | 22 | 10 | 10 | 58 | 36 | +22  | 76   |
|  | 3.  | Deportivo Alavés (A)   | 42 | 23 | 7  | 12 | 61 | 46 | +15  | 76   |
|  | 4.  | S. D. Eibar            | 42 | 20 | 13 | 9  | 53 | 39 | +14  | 73   |
|  | 5.  | Recreativo de Huelva   | 42 | 19 | 14 | 9  | 48 | 32 | +16  | 71   |
|  | 6.  | Reial Valladolid       | 42 | 18 | 9  | 15 | 56 | 56 | 0    | 63   |
|  | 7.  | Gimnàstic de Tarragona | 42 | 16 | 12 | 14 | 49 | 45 | +4   | 60   |
|  | 8.  | Xerez C. D.            | 42 | 14 | 17 | 11 | 39 | 36 | +3   | 59   |
|  | 9.  | CD Tenerife            | 42 | 13 | 18 | 11 | 43 | 47 | -4   | 57   |
|  | 10. | Elx CF                 | 42 | 16 | 9  | 17 | 51 | 52 | -1   | 57   |
|  | 11. | Sporting de Gijón      | 42 | 15 | 12 | 15 | 41 | 39 | +2   | 57   |
|  | 12. | Real Murcia CF         | 42 | 15 | 9  | 18 | 42 | 53 | -11  | 54   |
|  | 13. | Polideportivo Ejido    | 42 | 12 | 16 | 14 | 41 | 45 | -4   | 52   |
|  | 14. | U. E. Lleida           | 42 | 13 | 11 | 18 | 46 | 54 | -8   | 50   |
|  | 15. | Racing de Ferrol       | 42 | 12 | 13 | 17 | 55 | 54 | +1   | 49   |
|  | 16. | UD Almería             | 42 | 13 | 12 | 17 | 36 | 44 | -8   | 51   |
|  | 17. | Málaga C. F. "B"       | 42 | 12 | 12 | 18 | 32 | 50 | -18  | 48   |
|  | 18. | CF Ciudad de Murcia    | 42 | 10 | 17 | 15 | 49 | 57 | -8   | 47   |
|  | 19. | Córdoba CF             | 42 | 12 | 10 | 20 | 43 | 52 | -9   | 46   |
|  | 20. | Terrassa FC            | 42 | 12 | 8  | 22 | 45 | 63 | -18  | 44   |
|  | 21. | UD Salamanca           | 42 | 12 | 8  | 22 | 50 | 63 | -13  | 44   |
|  | 22. | Pontevedra CF          | 42 | 10 | 14 | 18 | 52 | 60 | -8   | 44   |

J = Partits jugats; G = Partits guanyats; E = Partits empatats; P = Partits perduts; GF = Gols a favor ; GC = Gols en contra; Dif. = Diferència de gols; Pts. = Punts
|  | Ascendeix a Primera Divisió   |
|  | Descendeix a Segona Divisió B |

## Resultats
|                   | Ala | Alm | Cad | Cel | CMu | Cor | Eib | Elc | Gim | Lle | Mag | Mur | Eji | Pon | Rac | Rec | Sal | SGi | Ten | Ter | Vall | Xer |
| Alavés            |     | 2-1 | 1-3 | 0-3 | 1-1 | 1-1 | 0-2 | 1-0 | 1-1 | 2-0 | 3-1 | 2-3 | 2-0 | 3-2 | 2-1 | 0-2 | 2-1 | 0-1 | 1-0 | 4-1 | 2-4  | 2-0 |
| UD Almería        | 0-1 |     | 0-1 | 0-1 | 0-0 | 2-0 | 2-1 | 2-2 | 1-1 | 1-1 | 0-1 | 1-0 | 1-1 | 1-0 | 1-6 | 1-0 | 0-1 | 1-0 | 0-1 | 2-2 | 0-0  | 1-2 |
| Cadis CF          | 0-1 | 2-1 |     | 2-0 | 0-0 | 4-1 | 1-2 | 3-1 | 2-1 | 0-2 | 4-0 | 0-1 | 3-0 | 4-0 | 2-0 | 0-0 | 0-0 | 0-0 | 4-1 | 3-1 | 6-1  | 0-1 |
| Celta             | 2-2 | 1-0 | 0-2 |     | 0-1 | 0-1 | 1-2 | 2-2 | 1-0 | 0-0 | 0-0 | 1-0 | 1-0 | 2-0 | 1-1 | 1-1 | 2-0 | 1-0 | 1-1 | 2-1 | 2-0  | 2-1 |
| Ciudad Murcia     | 2-0 | 0-1 | 0-0 | 2-2 |     | 1-0 | 1-1 | 0-0 | 1-1 | 1-2 | 0-0 | 1-3 | 1-3 | 2-3 | 3-0 | 2-2 | 2-1 | 0-2 | 0-1 | 2-0 | 2-2  | 0-2 |
| Córdoba           | 1-2 | 3-0 | 0-2 | 0-1 | 0-1 |     | 0-0 | 0-2 | 2-0 | 0-1 | 5-2 | 1-1 | 2-1 | 0-0 | 1-2 | 0-2 | 0-0 | 0-0 | 2-0 | 2-1 | 3-4  | 1-2 |
| SD Eibar          | 1-2 | 1-0 | 2-1 | 2-1 | 3-2 | 1-0 |     | 5-2 | 0-2 | 1-1 | 0-0 | 1-0 | 0-0 | 1-2 | 1-1 | 1-2 | 2-1 | 1-0 | 0-0 | 1-0 | 2-0  | 0-0 |
| Elx CF            | 1-2 | 0-0 | 1-1 | 0-1 | 3-1 | 1-2 | 1-0 |     | 3-3 | 2-1 | 2-1 | 1-0 | 3-1 | 2-0 | 2-1 | 0-1 | 0-2 | 4-0 | 0-0 | 1-0 | 3-2  | 1-2 |
| Gimàstic          | 1-0 | 1-2 | 1-1 | 0-2 | 0-0 | 1-1 | 3-2 | 2-0 |     | 2-1 | 0-2 | 2-0 | 1-4 | 0-0 | 1-1 | 4-4 | 2-0 | 1-0 | 1-0 | 3-1 | 0-1  | 1-0 |
| Lleida            | 0-1 | 1-0 | 1-3 | 0-2 | 0-0 | 1-2 | 1-1 | 1-2 | 2-0 |     | 2-1 | 5-1 | 0-1 | 3-0 | 1-2 | 2-3 | 2-1 | 0-2 | 1-1 | 4-2 | 2-0  | 1-1 |
| Málaga "B"        | 1-1 | 1-2 | 1-1 | 0-1 | 3-1 | 3-2 | 0-0 | 1-0 | 0-1 | 1-0 |     | 0-2 | 0-0 | 1-1 | 1-1 | 0-1 | 1-3 | 1-0 | 2-1 | 0-0 | 0-2  | 0-3 |
| Reial Múrcia CF   | 1-5 | 0-0 | 0-2 | 1-1 | 2-2 | 1-0 | 1-0 | 1-0 | 1-0 | 1-0 | 0-1 |     | 3-3 | 2-2 | 1-0 | 1-3 | 0-0 | 1-3 | 1-0 | 0-1 | 0-1  | 1-1 |
| Poli Ejido        | 0-1 | 2-0 | 0-0 | 0-3 | 2-2 | 2-0 | 4-1 | 1-0 | 1-0 | 2-0 | 1-2 | 1-1 |     | 1-0 | 0-0 | 1-0 | 1-1 | 1-1 | 2-2 | 0-0 | 0-3  | 0-0 |
| Pontevedra        | 1-3 | 0-2 | 1-1 | 3-1 | 2-2 | 1-1 | 2-3 | 2-2 | 3-1 | 5-0 | 1-1 | 0-1 | 0-1 |     | 1-1 | 0-0 | 4-1 | 1-2 | 1-1 | 3-3 | 3-0  | 2-1 |
| Racing Ferrol     | 2-1 | 0-1 | 1-1 | 1-2 | 4-0 | 0-0 | 0-1 | 0-1 | 1-4 | 1-3 | 1-0 | 3-1 | 2-0 | 1-2 |     | 0-1 | 2-1 | 0-0 | 2-2 | 3-0 | 2-3  | 1-2 |
| Recreativo        | 0-0 | 1-1 | 1-1 | 1-2 | 3-2 | 3-1 | 0-0 | 2-1 | 1-0 | 3-0 | 0-1 | 1-0 | 1-1 | 2-1 | 0-1 |     | 0-0 | 1-1 | 0-0 | 2-1 | 2-0  | 1-0 |
| UD Salamanca      | 3-3 | 3-2 | 1-3 | 0-1 | 0-2 | 0-3 | 1-2 | 2-0 | 0-1 | 0-1 | 1-2 | 3-1 | 1-1 | 2-0 | 0-2 | 1-0 |     | 2-1 | 4-5 | 3-1 | 1-2  | 1-1 |
| Sporting de Gijón | 1-2 | 1-0 | 0-0 | 1-0 | 2-2 | 3-1 | 0-0 | 3-1 | 0-3 | 1-1 | 2-0 | 2-0 | 1-0 | 3-2 | 3-2 | 0-1 | 1-2 |     | 1-1 | 2-0 | 1-1  | 0-0 |
| CD Tenerife       | 1-0 | 1-3 | 2-0 | 3-1 | 1-0 | 0-2 | 1-1 | 1-0 | 0-0 | 1-1 | 1-1 | 2-1 | 1-1 | 0-0 | 1-1 | 2-0 | 1-4 | 1-0 |     | 2-1 | 0-2  | 1-0 |
| Terrassa FC       | 0-2 | 1-1 | 3-2 | 1-4 | 0-1 | 2-0 | 2-3 | 0-1 | 1-2 | 3-0 | 1-0 | 0-2 | 2-0 | 1-0 | 3-2 | 1-0 | 3-0 | 1-0 | 0-0 |     | 2-1  | 0-1 |
| Reial Valladolid  | 1-0 | 0-1 | 0-1 | 3-3 | 2-1 | 0-1 | 1-2 | 1-2 | 1-0 | 1-1 | 3-0 | 0-2 | 2-1 | 0-1 | 1-1 | 1-0 | 3-2 | 2-0 | 2-1 | 2-2 |      | 1-1 |
| Xerez CD          | 0-1 | 1-1 | 0-2 | 3-0 | 3-5 | 1-1 | 0-3 | 1-1 | 1-1 | 0-0 | 1-0 | 0-1 | 1-0 | 1-0 | 2-2 | 0-0 | 1-0 | 1-0 | 1-1 | 0-0 | 0-0  |     |

## Trofeu Pitxitxi
Trofeu que aotorga el Marca al màxim golejador de la Segona Divisió.
| #   | Jugador                       | Equip            | Gols |
| --- | ----------------------------- | ---------------- | ---- |
| 1r. | Mario Bermejo                 | Racing de Ferrol | 25   |
| 2n. | Dani Güiza                    | Ciudad de Murcia | 21   |
| 3r. | Juan Francisco Martínez, Nino | Elche            | 20   |
| 4t. | Joseba Llorente               | SD Eibar         | 18   |
| 5è  | Rubén Navarro                 | Deportivo Alavés | 16   |
|     | Javi Rodríguez                | Pontevedra       | 16   |
|     | Rodolfo Bodipo                | Deportivo Alavés | 16   |
|     | Gorka Brit                    | UD Salamanca     | 16   |
| 9è  | Aritz Aduriz                  | Reial Valladolid | 14   |
| 10è | Nakor Bueno Gómez             | Lleida           | 13   |

## Altres premis

### Trofeu Zamora
Armando Ribeiro, porter del Cadis CF, va guanyar el trofeu al porter menys golejat. Hom optava al premi en cas d'haver disputat un mínim de 60 minuts en 28 partits.
| #   | Jugador           | Equip                  | Gols | Partits | Mitjana |
| --- | ----------------- | ---------------------- | ---- | ------- | ------- |
| 1r. | Armando Ribeiro   | Cadis CF               | 26   | 40      | 0,65    |
| 2n. | Juanjo Valencia   | Gimnàstic de Tarragona | 25   | 30      | 0,83    |
| 3r. | José Manuel Pinto | Celta de Vigo          | 35   | 40      | 0,88    |
| 4t. | Roberto Fernández | Sporting de Gijón      | 35   | 39      | 0,90    |
|     | Gorka Iraizoz     | SD Eibar               | 37   | 41      | 0,90    |

### Trofeu Guruceta
Per segona temporada consecutiva Ignacio Fernández Hinojosa va guanyar el Trofeu Guruceta del Marca. Malgrat que era considerat un dels millors àrbitres de la categoria de plata, no no fou reconegut amb l'ascens a primera divisió, cosa que el va portar a fer dures crítiques contra Victoriano Sánchez Arminio, president del Comitè Tècnic d'Àrbitres de la Reial Federació Espanyola de Futbol. Finalment, Fernández Hinojosa es va retirar en finalitzar la temporada, després de vuit anys pitant a la segona divisió.
| Pos. | Àrbitre (col·legi)          | Punts | Partits | Quocient |
| ---- | --------------------------- | ----- | ------- | -------- |
| 1r.  | Ignacio Fernández Hinojosa  | 24    | 15      | 1,60     |
| 2n.  | Alexis Manuel Pérez Pérez   | 30    | 19      | 1,58     |
|      | José Luis González González | 27    | 20      | 1,35     |

## Resum
Campió de Segona Divisió:
| - Cadis CF |

Ascensos a Primera Divisió:
| - Cadis CF | - R. C. Celta de Vigo | - Deportivo Alavés |

Descensos a Segona Divisió B: 
| - Córdoba CF | - Terrassa FC | - UD Salamanca | - Pontevedra CF |